# Seznam předsedů Senátu Parlamentu České republiky
Seznam předsedů Senátu Parlamentu České republiky uvádí chronologický přehled předsedů stojících v čele české horní komory – Senátu, od jejího vzniku v roce 1996. Ústava přitom zakotvila dvoukomorový parlament, složený z Poslanecké sněmovny a Senátu, s účinností od 1. ledna 1993. První senátní volby však proběhly až v listopadu 1996. V čele Senátu stáli zástupci KDU-ČSL, ODS a ČSSD, šest mužů a jedna žena. Od února 2020 je předsedou Miloš Vystrčil z ODS.

## Seznam předsedů
| Č. | Osoba           | Foto | V úřadu od         | V úřadu do         | Subjekt | Prezident republiky       | Místopředsedové Senátu |
| -- | --------------- | ---- | ------------------ | ------------------ | ------- | ------------------------- | --- |
| 1. | Petr Pithart    |      | 18. prosince 1996  | 16. prosince 1998  | KDU-ČSL | Václav Havel              | Ivan Havlíček (ČSSD) • Jaroslava Moserová (ODA) • Vladimír Zeman (ODS) • Přemysl Sobotka (ODS) |
| 2. | Libuše Benešová |      | 16. prosince 1998  | 23. listopadu 2000 | ODS     | Václav Havel              | Ivan Havlíček (ČSSD) • Přemysl Sobotka (ODS) • Jaroslav Musial (ČSSD) • Petr Pithart (KDU-ČSL) |
| 3. | Petr Pithart    |      | 19. prosince 2000  | 15. prosince 2004  | KDU-ČSL | Václav Havel Václav Klaus | 2000–2002 Jan Ruml (US-DEU) • Přemysl Sobotka (ODS) • Zdeněk Vojíř (ČSSD) 2002–2004 Ladislav Svoboda (ČSSD) • Jan Ruml (US-DEU) • Přemysl Sobotka (ODS) • Mirek Topolánek (ODS) |
| 4. | Přemysl Sobotka |      | 15. prosince 2004  | 23. října 2010     | ODS     | Václav Klaus              | 2004–2006 Petr Pithart (KDU-ČSL) • Jiří Liška (ODS) • Edvard Outrata (US-DEU) • Petr Smutný (ČSSD) 2006–2008 Petr Pithart (KDU-ČSL) • Jiří Liška (ODS) • Jiří Šneberger (ODS) • Jan Rakušan (ČSSD) 2008–2010 Alena Gajdůšková (ČSSD) • Jiří Liška (ODS) • Petr Pithart (KDU-ČSL) • Jiří Šneberger (ODS) • Milan Štěch (ČSSD) |
| 5. | Milan Štěch     |      | 24. listopadu 2010 | 14. listopadu 2018 | ČSSD    | Václav Klaus Miloš Zeman  | 2010–2012 Přemysl Sobotka (ODS) • Alena Gajdůšková (ČSSD) • Alena Palečková (ODS) • Petr Pithart (KDU-ČSL) • Zdeněk Škromach (ČSSD) 2012–2014 Alena Gajdůšková (ČSSD) • Miluše Horská (KDU-ČSL) • Přemysl Sobotka (ODS) • Zdeněk Škromach (ČSSD) 2014–2016 Ivo Bárek (ČSSD) • Miluše Horská (KDU-ČSL) • Přemysl Sobotka (ODS) • Zdeněk Škromach (ČSSD) 2016–2018 Miluše Horská (KDU-ČSL) • Ivo Bárek (ČSSD) • Jaroslav Kubera (ODS) • Jiří Šesták (TOP 09 a STAN) |
| 6. | Jaroslav Kubera |      | 14. listopadu 2018 | 20. ledna 2020     | ODS     | Miloš Zeman               | Jiří Růžička (STAN) • Milan Štěch (ČSSD) • Jan Horník (STAN) • Miluše Horská (KDU-ČSL) • Jiří Oberfalzer (ODS) |
| 7. | Miloš Vystrčil  |      | 19. února 2020     | úřadující          | ODS     | Miloš Zeman Petr Pavel    | 2020 Jiří Růžička (STAN) • Milan Štěch (ČSSD) • Jan Horník (STAN) • Miluše Horská (KDU-ČSL) • Jiří Oberfalzer (ODS) 2020–2022 Jiří Růžička (STAN) • Jan Horník (STAN) • Jitka Seitlová (KDU-ČSL) • Jiří Oberfalzer (ODS) od 2022 Jiří Drahoš (nestr. za STAN) • Jitka Seitlová (KDU-ČSL) • Jiří Oberfalzer (ODS) • Tomáš Czernin (TOP 09) |